# رابرت فالسم
رابرت فالسم (انگلیسی: Robert Folsom؛ زادهٔ ۱۵ فوریهٔ ۱۹۲۷) یک سیاست‌مدار اهل ایالات متحده آمریکا است. وی از سال ۱۹۷۶ تا ۱۹۸۱ شهردار دالاس بود.